# Katlego Kai Kolanyane-Kesupile

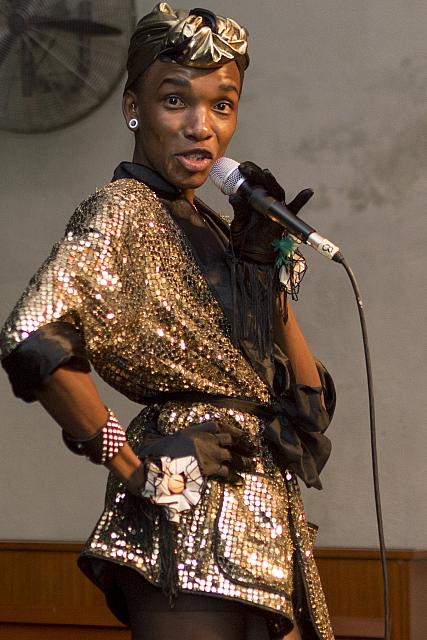
Kat Kai Kol-Kes (2015)

Katlego Kai Kolanyane-Kesupile (auch bekannt als Kat Kai Kol-Kes; * Januar 1988) ist eine botswanisch-britische Performance-Künstlerin, Musikerin, Schriftstellerin und LGBT-Aktivistin. Sie ist bekannt dafür, dass sie die erste öffentliche Figur des Landes ist, die sich offen als Transgender-Person bekannt hatte. Sie ist auch die erste Person aus Botswana, die zum TED Fellow ernannt wurde.

## Leben
Kolanyane-Kesupile wurde im Januar 1988 in Francistown geboren. Sie ist die erste Transgender-Person, die sich in Botswana offen geoutet hat, was sie 2013 tat. Kolanyane-Kesupile besuchte die Clifton Primary School. Mit achtzehn Jahren ging sie in ein Internat in Durban. Kolanyane-Kesupile erhielt einen Bachelor-Abschluss in Theaterwissenschaften von der University of the Witwatersrand und einen Master-Abschluss in Menschenrechten, Kultur und sozialer Gerechtigkeit von Goldsmiths, University of London. 2016 wurde sie ein Chevening-Stipendiat.
Kolanyane-Kesupile ist die Gründerin des Queer Shorts Showcase Festivals, dem ersten und einzigen LGBT-Themen-Theaterfestival in Botswana. Sie hat für das Peolwane Magazine, The Kalahari Review, The Washington Blade und AfroPUNK geschrieben. Kolanyane-Kesupile spielt auch mit einer Band, Chasing Jakyb. Sie schreibt für die Gruppe Lieder sowohl auf Englisch als auch auf Setswana. Die Gruppe veröffentlichte 2015 ein Album, Bongo Country.
Kolanyane-Kesupile wurde 2013/2014 als Best of Botswana in der Kategorie Darstellende Kunst ausgezeichnet. Sie wurde als hochempfohlene Vizemeisterin für die Queen's Young Leaders Awards 2015 nominiert. 2017 wurde sie zum TED Global Fellow ernannt und war die erste Motswana, die diese Auszeichnung erhielt. 2018 wurde sie in die 100 Women-Liste von OkayAfrica aufgenommen.
Kolanyane-Kesupile besitzt auch die britische Staatsangehörigkeit.